# Марион (Кентаки)
Марион (енгл. Marion) град је у америчкој савезној држави Кентаки.

## Демографија
По попису из 2010. године број становника је 3.039, што је 157 (-4,9%) становника мање него 2000. године.
| Група             | 2000.         | 2010.         |
| Белци             | 3.074 (96,2%) | 2.888 (95,0%) |
| Афроамериканци    | 56 (1,8%)     | 65 (2,1%)     |
| Азијати           | 1 (0,0%)      | 8 (0,3%)      |
| Хиспаноамериканци | 27 (0,8%)     | 23 (0,8%)     |
| Укупно            | 3.196         | 3.039         |